# P-ring
P-ringen, også kaldet vaginal ring, er en præventionsmetode til kvinder og er et alternativ til p-pillen. Det er en fleksibel plast-ring, som kvinden selv kan sætte op i skeden og fjerne igen. Ringen har en diameter på 54 mm, er 4 mm tyk og afgiver hormoner. Risikoen for graviditet er meget lille og svarer til beskyttelse med p-piller.